# Jean-Pierre Loriot
Pour les articles homonymes, voir Loriot.
Ne pas confondre avec l'acteur français Jean-Pierre Lorit
Jean-Pierre Loriot, nom de scène  de Jean Pierre Lequarré, né à Saint-Gilles le 30 juillet 1926, et mort le 1er juin 1997, est un comédien belge, époux de Dolorès Laga, danseuse étoile du Théâtre de la Monnaie et du Ballet du XXe siècle.

## Biographie
Il entame des études de droit à Saint-Louis, puis s'inscrit à l'Université libre de Bruxelles, où il a l'occasion d'intégrer la troupe du Jeune Théâtre de l'ULB ; il abandonne ensuite ses études universitaires pour des études théâtrales : formé d'abord à l'école du Rideau de Bruxelles par Claude Étienne et Raymond Gérôme, il opère un court passage au Conservatoire royal de Bruxelles qu'il quittera pour se lancer en tant que comédien professionnel.
Jean-Pierre Loriot débute dès 1947 au théâtre du Rideau de Bruxelles dans plusieurs rôles mineurs, puis dans des rôles plus importants durant la saison 1949-1950 et, la saison suivante, dans Richard III de Shakespeare au Théâtre national de Belgique à Bruxelles.
Il passe l'essentiel de sa carrière à Bruxelles, au Théâtre du Vaudeville (il y est pensionnaire durant 7 années) et au Théâtre royal des Galeries (pensionnaire de 1964 à 1985, il y jouera 91 pièces), où il joue de nombreuses pièces de boulevard aux côtés de Christiane Lenain et de Serge Michel. Asthmatique, il est contraint d'arrêter la scène : il joue sa dernière saison en 1984-85 dans Les Temps difficiles d’Édouard Bourdet, mis en scène par Claude Volter.
En 1970-71, il met en scène Le Ciel de lit de Jan de Hartog.

## Filmographie
- 1952 : La Demoiselle et son revenant de Marc Allégret
- 1954 : Fête de quartier de Paul Flon
- 1955 : Un soir de joie de Gaston Schoukens
- 1955 : L'amour est quelque part... en Belgique de Gaston Schoukens
- 1957 : Miss Catastrophe de Dimitri Kirsanoff
- 1969 : Le Grand Amour de Pierre Étaix

## Sources
- La tradition réinventée, les 50 ans de la Compagnie des Galeries, Le Cri, 2003